# Владимир Глотов
Владимир Степанович Глотов (рус. Владимир Степанович Глотов; Елтон, 23. јануар 1937 — 1981) био је руски и совјетски фудбалер, играо је на позицији одбрамбеног играча.

## Биографија
Крајем педесетих година служио је војску у Москви и паралелно играо фудбал. Приметио га је тренер Динама из Москве, Михаил Јакушин. Од 1959. играо је за плаво-беле, а од 1960. дебитовао за први тим. У седам сезона одиграо је 146 мечева и постигао два гола у лиги Совјетског Савеза. По одласку из Динама играо је за Торпедо из места Љуберци.
За репрезентацију СССР-а дебитовао је 1. децембра 1963. године у мечу са репрезентацијом Марока. Укупно је за национални тим одиграо 5 мечева, укључујући две четвртфиналне утакмице Европског првенства 1964. године против Шведске. Као део националног тима отишао је на завршни турнир Европског првенства 1964, али није улазио у игру, СССР је заузео друго место. Одиграо је 2 утакмице за олимпијски тим.
Према непотврђеним извештајима, преминуо је 1981. године у затвору.

## Успеси

### Клуб
Динамо Москва
- Првенство Совјетског Савеза: 1963.

### Репрезентација
СССР
- Европско првенство друго место: Шпанија 1964.